# Archiacina armorica
Espèce
Synonymes
- Cyclolina armorica d'Archiac, 1868 - protonyme[1]
- Peneroplis orbicularis d'Orbigny, 1826[1]
- Peneroplis orbicularis d'Orbigny, 1852[1]

Archiacina armorica est une espèce éteinte de foraminifères de la famille des Peneroplidae et de l'ordre des Miliolida.